# Allen Stack
Allen Stack (n. 23 ianuarie 1928, New Haven, Connecticut, SUA – d. 12 septembrie 1999, Hawaii, SUA) a fost un înotător ce a reprezentat Statele Unite ale Americii, medaliat olimpic. A participat la 2 ediții ale Jocurilor Olimpice (1948, 1952) în care a câștigat două medalii de aur.